# Eslovénia no Festival Eurovisão da Canção Júnior
Eslovénia foi um dos países que estreou no XII Festival Eurovisão da Canção Júnior em 2014.
O 19 de agosto de 2014, a televisão pública de Eslovénia confirmou sua entrada no Festival Eurovisão da Canção Júnior 2014, sendo sua primeira participação neste festival.

## Participações
Legenda
     Vencedor
     2.º lugar
     3.º lugar
     Pontuação Nula ("Null Points")/Último Lugar
     Melhor classificação (fora do top 3)
     Qualificação para a final (fora do top 3)
     País-anfitrião
     Desclassificado
| #                        | Ano        | Sede  | Cantor         | Canção          | Tradução      | Língua           | Lugar | Pts |
| ------------------------ | ---------- | ----- | -------------- | --------------- | ------------- | ---------------- | ----- | --- |
| 1º                       | 2014 (12º) | Marsa | Ula Ožar       | "Nisi sam"      | Tua Luz       | Esloveno, Inglês | 12/16 | 29  |
| 2º                       | 2015 (13º) | Sófia | Lina Kuduzović | "Prva ljubezen" | Primeiro Amor | Esloveno, Inglês | 3/17  | 112 |
| Não participa desde 2015 |            |       |                |                 |               |                  |       |     |

## Votações
Eslovénia tem dado mais pontos a...
| N.º | País          | Pts |
| --- | ------------- | --- |
| 1   | Malta         | 18  |
| 1   | Arménia       | 18  |
| 2   | Rússia        | 13  |
| 3   | Itália        | 12  |
| 3   | Sérvia        | 12  |
| 4   | Bulgária      | 11  |
| 5   | Albânia       | 8   |
| 6   | Países Baixos | 5   |
| 6   | Bielorrússia  | 5   |
| 6   | Montenegro    | 5   |
| 7   | Irlanda       | 4   |
| 7   | Chipre        | 4   |
| 8   | Ucrânia       | 1   |

Eslovénia tem recebido mais pontos de...
| N.º | País          | Pts |
| --- | ------------- | --- |
| 1   | Países Baixos | 12  |
| 1   | Arménia       | 12  |
| 2   | Bielorrússia  | 11  |
| 3   | Sérvia        | 8   |
| 3   | Ucrânia       | 8   |
| 3   | Rússia        | 8   |
| 4   | Itália        | 7   |
| 5   | Austrália     | 6   |
| 5   | Bulgária      | 6   |
| 5   | Irlanda       | 6   |
| 6   | Geórgia       | 5   |
| 7   | Montenegro    | 3   |
| 7   | San Marino    | 3   |
| 7   | Croácia       | 3   |
| 8   | Albânia       | 2   |

## 12 pontos
Eslovénia tem dado 12 pontos a...
| Ano  | País   |
| ---- | ------ |
| 2014 | Itália |
| 2015 | Malta  |